# Liste des disciplines de collecte de renseignements
 (septembre 2024).
- Si vous ne connaissez pas le sujet, laissez ce bandeau (vous pouvez alors contacter les auteurs).
- Si vous supprimez le contenu mis en cause (vous pouvez préalablement contacter les auteurs),

argumentez précisément cette suppression dans la page de discussion
(un manque de référence n'est pas un argument ; une recherche réelle de référence doit avoir été effectuée, être formellement documentée).
 (septembre 2024).
Ceci est une liste des disciplines dans la collecte du renseignement.

## HUMINT
Les renseignements humains (HUMINT) sont recueillis auprès d’une personne se trouvant dans l'environnement. Les sources peuvent inclure les éléments suivants :
- Conseillers ou personnels de défense intérieure étrangère (FID) travaillant avec les forces ou les populations du pays hôte (HN)
- Reportages diplomatiques effectués par des diplomates accrédités (par exemple des attachés militaires)
- Espionnage, reportage clandestin, accès aux agents, coursiers, agents de liaison
- Attachés militaires
- Organisations non gouvernementales (ONG)
- Prisonniers de guerre (PG) ou détenus
- Réfugiés
- Patrouilles de routine ( police militaire, patrouilles, etc.)
- Débriefing du voyageur  (par exemple, le service de contact national de la CIA)

On pense souvent que le MI6 utilise le renseignement humain pour opérer dans différents pays ou en Grande-Bretagne afin de protéger le pays des affaires mondiales. Cependant, cette agence est souvent confondue avec son homologue MI5, qui se concentre sur la sécurité de la Grande-Bretagne[réf. nécessaire].

## FININT
Les renseignements financiers (FININT) sont recueillis à partir de l’analyse des transactions financières.

## GÉOINT
Les renseignements géospatiaux (GEOINT) sont recueillis à partir de photographies satellites et aériennes ou de données cartographiques/de terrain.
- Renseignements par imagerie (IMINT) – recueillis à partir de photographies aériennes et satellitaires

## MASINT
Les renseignements de mesure et de signature (MASINT) sont recueillis à partir des signatures (caractéristiques distinctives) de sources cibles qui sont fixes ou dynamiques. Selon le Centre d'Etudes et de Recherche MASINT de l'Institut de technologie de l'armée de l'air, ce domaine est divisé en six disciplines principales : électro-optique, nucléaire, radar, géophysique, matériaux et radiofréquence.
1. MASINT électro-optique
  - Système de suivi de missile électro-optique aéroporté MASINT
  - Capteurs tactiques de contre-artillerie
  - Infrarouge MASINT
  - Mesure optique des explosions nucléaires
  - MASINT LASER
  - MASINT spectroscopique
  - MASINT hyperspectral
  - Capteurs infrarouges fixes basés dans l'espace
2. MASINT nucléaire
  - Contrôle des radiations et dosimétrie
  - Détection de l'énergie nucléaire depuis l'espace
  - Effets des rayonnements ionisants sur les matériaux
3. MASINT géophysique
  - Renseignements météorologiques et maritimes MASINT
  - MASINT acoustique, également connu sous le nom d' intelligence acoustique (ACOUSTINT ou ACINT)
  - MASINT sismique
  - MASINT magnétique
  - MASINT gravimétrique
4. Radar MASINT
  - Radar à visibilité directe MASINT
  - Radar à synthèse d'ouverture (SAR) et radar à synthèse d'ouverture inverse (ISAR) MASINT
  - Reconnaissance de cible non coopérative
  - Radar multistatique MASINT
  - Radar secret passif
5. Matériaux MASINT
  - Matériaux chimiques MASINT
  - Matériaux biologiques MASINT
  - Analyse des essais nucléaires
6. Radiofréquence MASINT
  - Domaine de fréquence MASINT
  - Impulsion électromagnétique MASINT
  - Rayonnement involontaire MASINT

## OSINT
Les renseignements collectées proviennent de sources ouvertes (OSINT) . L'OSINT peut être segmenté en fonction des types de sources : Internet/général, scientifique/technique et diverses spécialités HUMINT, par exemple salons professionnels, réunions d'associations et entretiens.

## SIGINT
Les renseignements sur les signaux (SIGINT) sont recueillis à partir de l'interception de signaux.
- Renseignement sur les communications (COMINT)
- Renseignement électronique (ELINT) – recueilli à partir de signaux électroniques qui ne contiennent ni parole ni texte (qui sont considérés comme COMINT)
  - Renseignement des signaux d'instrumentation étrangère (FISINT) – implique la collecte et l'analyse de données de télémétrie provenant d'un missile ou parfois d'essais d'avions ; anciennement connu sous le nom de renseignement de télémétrie ou TELINT

## TECHINT
Les renseignements techniques (TECHINT) sont recueillis à partir de l'analyse des armes et des équipements utilisés par les forces armées de nations étrangères, ou des conditions environnementales.
- Renseignements médicaux (MEDINT) – recueillis à partir de l’analyse des dossiers médicaux et/ou d’examens physiologiques réels pour déterminer l’état de santé et/ou des affections particulières et des conditions allergiques à prendre en compte